# Мод-чип
Не следует путать с чипированием животных.

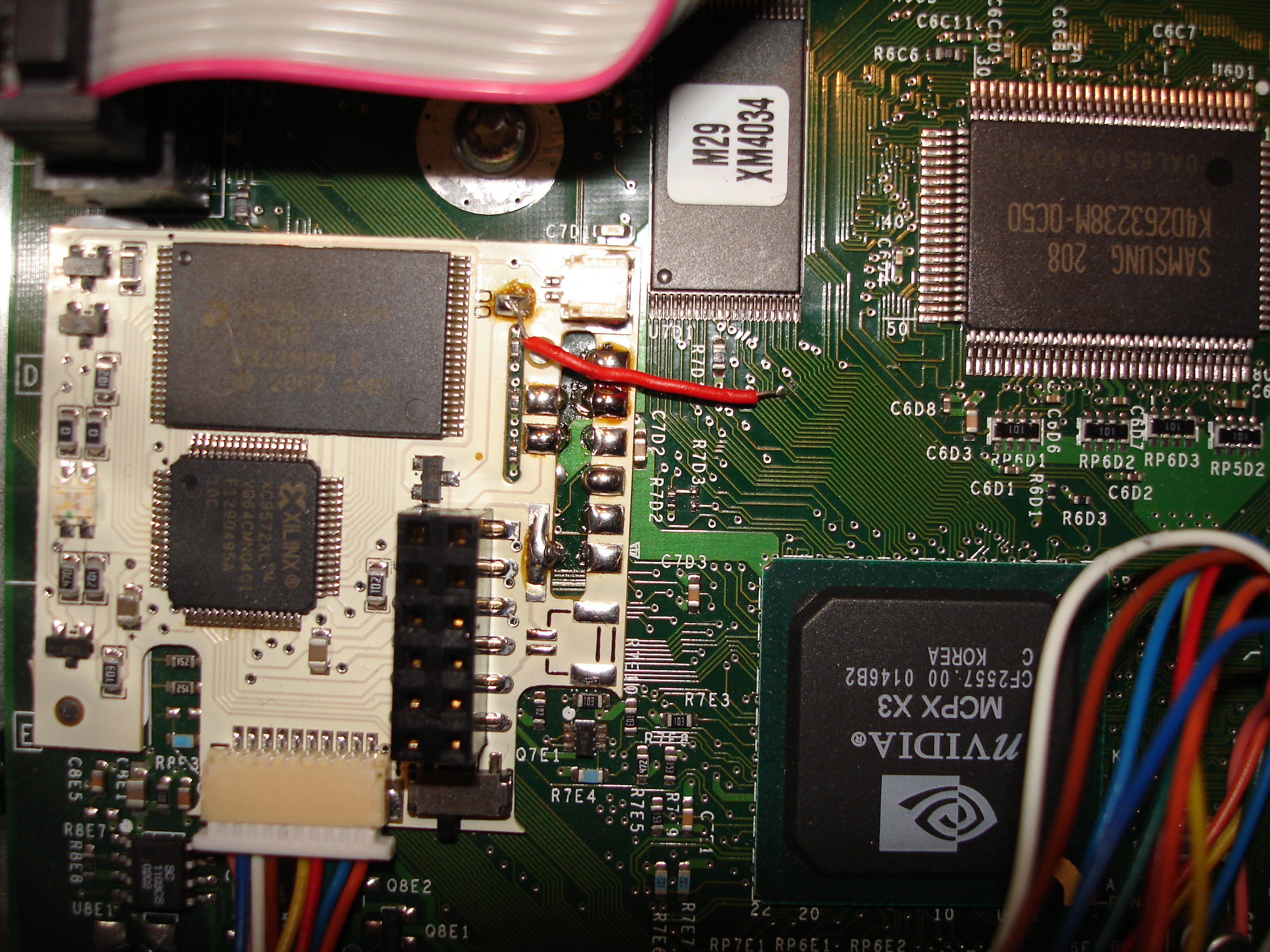
Мод-чип Xenium, установленный в приставке Xbox

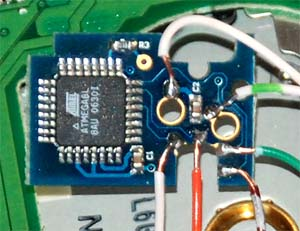
Мод-чип WiiKey, подключенный к Wii

Мод-чип (модчи́п, калька с англ. modchip — modification microchip) — устройство, плата (на микросхеме, чипе), которое используется для того, чтобы обойти технические средства защиты авторских прав во многих популярных игровых приставках, включая игровые консоли компаний Microsoft (серия Xbox), Sony (серия PlayStation) и Nintendo (GameCube, Wii) с целью запуска копий лицензионных игр и приложений, а также программ собственной разработки (homebrew).
Процесс установки мод-чипа называют чиповкой или чипованием.
Для систем на базе картриджа мод-чипы, как правило, не применяются — вместо этого используются устройства, подменяющие игровой картридж.
Чипование используются, в основном, на системах, основанных на CD/DVD, из-за доступности и дешевизны чистых носителей, таких как CD-R и DVD-R.
Практически все современные игровые консоли имеют аппаратные схемы, обеспечивающие то, что в системе могут использоваться только официально разрешённые к этому игры и приложения; кроме того, обычно также реализуется привязка к региону, по схеме, подобной той, что используется для фильмов на DVD. Техническая природа защиты от системы к системе может сильно разниться, включая такие приёмы как криптографическая подпись (Xbox), умышленное внесение нечитаемых секторов (PlayStation, Sega Saturn), собственный формат носителя (GameCube, Dreamcast), или комбинации этих методов. Существуют мод-чипы для DVD-плееров, позволяющие снимать ограничения по региону и ограничения на выполнение пользователем некоторых операций.
Мод-чип обычно представляет собой одну или несколько интегральных микросхем (часто используются ПЛИС и микроконтроллеры), размещённых на небольшой плате — достаточно небольшой чтобы разместить её внутри приставки. Для установки мод-чипа требуются определённые технические навыки, с тем чтобы разобрать корпус консоли, припаять проводки с мод-чипа к нужным местам платы и собрать всё обратно.